# Pekalongan (huyện)
Pekalongan là một huyện (tiếng Indonesia: kabupaten) ở bờ biển phía bắc của tỉnh Trung Java tại Indonesia. Thành phố huyện lị là Kajen. Huyện có diện tích 836,13 km², dân số năm 2006 là 891.442, mật độ đạt 1.066,15 người/km². Huyện Pekalongan vẫn còn duy trì nghề dệt loại vải truyền thống "Batik" của Indonesia.
Huyện được chia thành các phó huyện/xã: Bojong, Buaran, Doro, Kajen, Kandangserang, Karanganyar, Karangdadap, Kedungwuni, Kesesi, Lebakbarang, Paninggaran, Petungkriono, Siwalan, Sragi, Talun, Tirto, Wiradesa, Wonokerto, Wonopringgo